# Платонов, Николай Евтихиевич
Никола́й Евти́хиевич Плато́нов (5 февраля 1923 года — 18 октября 2005 года) — советский военный лётчик, полковник ВВС СССР, участник Великой Отечественной войны. Герой Советского Союза (1945).

## Биография
Родился в деревне Антоновка (ныне Шумячский район Смоленской области) в крестьянской семье. Окончил неполную среднюю школу, учился в Смоленском финансово-экономическом техникуме, одновременно занимался в городском аэроклубе.
В РККА с осени 1940 года, был принят в авиационную школу пилотов. В 1943 году окончил Тамбовскую военную авиационную школу пилотов.
В боях Великой Отечественной войны с ноября 1943 года. Воевал на 1-м Прибалтийском и 3-м Белорусском фронтах.
Принимал активное участие в разгроме немецких войск в ходе Невельской, Полоцко-Витебской, Городокской, Белорусской операций, операций 1-го Прибалтийского фронта на Рижском и Шяуляйском направлениях и Восточно-Прусской операциях. Был командиром звена 826-го штурмового авиационного полка 335-й штурмовой авиационной дивизии 3-й воздушной армии 3-го Белорусского фронта.
В 1944 году вступил в ВКП(б).
По данным на апрель 1945 года на штурмовике Ил-2 совершил 110 боевых вылетов на штурмовку войск противника.
К концу войны совершил более 150 боевых вылетов на штурмовике Ил-2. С лётчиками своего звена он штурмовал сотни колонн танков, боевой техники, боеприпасов и горючего, свыше ста железнодорожных станций и узлов, десятки аэродромов, крупных опорных пунктов и узлов сопротивления противника. Только в ходе разгрома танковой группы под Шяуляем Платонов лично уничтожил 13 немецких танков. В воздушных боях сбил два вражеских самолёта и свыше десяти в группе.
Войну закончил боями за город Данциг (ныне территория Польши).
Указом Президиума Верховного Совета СССР от 18 августа 1945 года за образцовое выполнение боевых заданий командования на фронте борьбы с немецко-фашистскими захватчиками и проявленные при этом мужество и героизм лейтенанту Платонову Николаю Евтихиевичу было присвоено звание Героя Советского Союза.
После окончания войны продолжал службу в ВВС СССР. Занимался подготовкой лётчиков в аэроклубе ДОСААФ. Затем окончил Военно-воздушную академию. Занимал должности начальника штаба авиационного полка, затем служил в Главном штабе ВВС, с 1963 года по 1978 год — в Центре начальником отдела.
В 1978 году Платонов ушёл в запас в звании полковника.
Жил в Москве. Скончался 18 октября 2005 года. Похоронен на Перепечинском кладбище (участок 2в).

## Награды
- Медаль «Золотая Звезда» № 8588
- Орден Ленина
- Три ордена Красного Знамени
- Три ордена Отечественной войны I степени
- Орден Красной Звезды
- Орден «За службу Родине в Вооружённых Силах СССР» III степени
- Две медали «За боевые заслуги»
- Другие награды